# Limnonectes quangninhensis
Limnonectes quangninhensis (Ếch nhẽo Quảng Ninh) là một loài ếch nhái trong chi Limnonectes được phát hiện ở vùng đông bắc Việt Nam, công bố trên tạp chí Zootaxa ngày 24/5/2017.

## Mô tả
Limnonectes quangninhensis khác biệt với các loài họ hàng gần về hình thái và phân tử. Về hình thái, Limnonectes quangninhensis có kích thước lớn hơn (chỏm mũi đến lỗ huyệt 50,1-69,9 mm ở con đực, 45,5–63 mm ở con cái).

## Phân bổ
Các mẫu vật ếch nhẽo Quảng Ninh được thu thập tại khu vực rừng thường xanh tại xã Quảng Sơn, huyện Hải Hà và đảo Ba Mùn trong Vườn quốc gia Bái Tử Long, huyện Vân Đồn, tỉnh Quảng Ninh, Việt Nam.